# Zeg eens euh!
Zeg eens euh! is een Vlaams televisiespelprogramma. Het werd oorspronkelijk op vrijdagavond uitgezonden op TV1 tussen 1992 en 1998. In 2016 kwam het programma terug op VIER en werd het van maandag tot donderdag uitgezonden.

## Presentatie
Het spel werd oorspronkelijk gepresenteerd door Gert Verhulst. In 1998 werd hij vervangen door Donaat Deriemaeker.
Naast de presentator was er ook nog een voice-over die in het begin de presentator en de kandidaten aankondigde, en die tussendoor de aankondigingen van de mysterieuze gasten deed. Deze voice-over werd gedaan door Filip Pletinckx.
Op VIER was Gert Verhulst opnieuw de presentator en werd de voice-over weggelaten.

## Panelleden

### TV1
In het panel zaten steeds vier bekende Vlamingen. In 1992 bestond het panel elke aflevering uit een andere samenstelling. De volgende panelleden waren in meerdere afleveringen te zien: Emiel Goelen, Margriet Hermans, Koen Crucke, Jaak Pijpen, Sabine De Vos, Hans Otten, Dirk Abrams, Gerty Christoffels, Felice Damiano en Bob De Richter.
Vanaf 1993 was er een vast panel:
- Stoel 1: Emiel Goelen
- Stoel 2: Margriet Hermans
- Stoel 3: Koen Crucke
- Stoel 4: Jaak Pijpen

In enkele afleveringen in 1993 zat Gerty Christoffels op de plaats van Emiel Goelen.
In 1998 werd de samenstelling gewijzigd: in de meeste afleveringen bestond het panel uit Margriet Hermans, Koen Crucke, Flor Koninckx en Mark Tijsmans. In enkele afleveringen namen Luc Steeno, Micha Marah of Sergio de plaats in van Koninckx of Tijsmans.

### VIER
In tegenstelling tot de meeste afleveringen op TV1 werd elke aflevering met een andere samenstelling gespeeld. Behalve vroegere panelleden Margriet Hermans en Koen Crucke traden ook nieuwere schermgezichten in het programma aan.
De panelleden waartussen werd afgewisseld, waren:
- Stoel 1: Margriet Hermans en Marleen Merckx
- Stoel 2: James Cooke, Gilles Van Bouwel en Koen Crucke
- Stoel 3: Maaike Cafmeyer
- Stoel 4: Herman Verbruggen en Jacques Vermeire
- Wisselend tussen stoel 1 en 3: Karen Damen en Rani De Coninck
- Wisselend tussen stoel 2 en 4: Jelle De Beule

## Eerste en tweede ronde

### Doel van het spel
De panelleden krijgen elk om beurt een thema waar ze één minuut over moeten praten. Tezamen met het thema krijgen ze ook een verbodswoord dat ze niet mogen uitspreken. In veel gevallen is dat verbodswoord een lidwoord, een voegwoord, een voorzetsel of veelgebruikt werkwoord (zoals "zijn", "hebben" en "worden") of een vervoegde vorm ervan.
Elk panellid heeft op zijn of haar tafeltje een drukknop. Zodra men een fout merkt, mag men afdrukken en de reden zeggen. De klok wordt gestopt en het panellid dat aan de beurt was, moet stoppen met spreken. Als de reden terecht blijkt, gaat de beurt naar de speler die heeft afgedrukt, en moet deze de resterende seconden volspreken. Wanneer de teller op nul staat, krijgt het panellid dat aan het woord is punten. Wanneer een panellid het de volledige minuut kan volhouden, dus zonder dat er een ander panellid aan het woord is geweest, is het aantal verdiende punten dubbel zo veel.

### Geldige redenen om af te drukken
- Het tussenwerpsel Euh wordt gebruikt.
- Het verbodswoord wordt gezegd, al dan niet in een samenstelling waarin het ook een zelfstandige betekenis heeft. Voorbeeld: als het verbodswoord "noot" was, dan waren woorden zoals "okkernoot", "walnoot", "muzieknoot" niet toegestaan omdat "noot" hier aanzien kan worden als bestaand zelfstandig naamwoord. Woorden zoals "genoten", "reisgenoten", "gesnoten" mochten wel omdat het verbodswoord hier geen zelfstandige betekenis heeft. Voorbeeld 2: als het verbodswoord "op" was, dan mag de zin "ik heb een optreden in Antwerpen" omdat hier het woord "op" vasthangt aan het werkwoord "optreden". De zin "Ik treed op in Antwerpen" mag niet, omdat "op" hier een losstaand woord is, ook al behoort het tot een vervoeging van het werkwoord optreden.
- Men zwijgt te lang. In het oorspronkelijke programma op TV1 mocht dit maximum 5 seconden zijn, in het vernieuwde programma op VIER werd dit herleid tot 3 seconden.
- Men praat naast de kwestie en niet over het opgelegde thema.

### Einde van een ronde
Wanneer de teller van het laatste thema op nul staat, worden de vier thema's herhaald. Deze vier opgegeven thema's zijn aanwijzingen naar een bekende Vlaming (of een andere in Vlaanderen bekende persoon). De panelleden moeten raden om welke bekende Vlaming het gaat. Enkele voorbeelden:
- "Wallen", "moppentapper", "kroket" en "hazenlip": Jan Jaap van der Wal.
- "Schizofreen", "neuspeuteren", "koning" en "willie": Walter Baele.

Elk panellid dat erin slaagt de juiste naam op zijn bordje te schrijven, krijgt extra punten.
In 1992 was er slechts één te raden gast op wie alle acht de thema's uit de twee rondes betrekking hadden.

### Te verdienen punten
In het programma op TV1 werd met veelvouden van duizend punten gewerkt; in het vernieuwde programma op VIER werden dat veelvouden van honderd.
- Wanneer tijdens het praten de klok op nul komt te staan, krijgt het panellid dat aan het woord was 100(0) punten.
- Wanneer één panellid de volledige minuut ononderbroken aan het woord is geweest, dus zonder dat een ander panellid heeft gesproken, krijgt die persoon niet 100(0) maar 200(0) punten.
- Wanneer iemand op het einde van de ronde de juiste naam heeft geraden, worden 200(0) punten verdiend.
- Op VIER krijgt elk panellid in het begin van het programma gratis 100 punten, waardoor niemand op nul blijft staan. Op TV1 was dit niet het geval.

## Finaleronde
In 1992 was er geen finaleronde; in plaats daarvan trad de geraden gastartiest op.
Zodra de twee bekende Vlamingen worden geraden, komt er een finaleronde. Daarin moeten de twee BV's eveneens een thema vol praten, met dezelfde spelregels als die voor de panelleden. Dit thema is echter volledig willekeurig. De bekende Vlaming die aan het einde van de minuut nog aan de beurt is, heeft gewonnen. Vóór de finaleronde moeten de panelleden gokken wie deze ronde zal winnen; voor het verbeteren van hun score zet elk panellid een deel (of zelfs het geheel) van zijn of haar punten in, met een minimum van 100 (vroeger 1000) punten. Bij elk panellid dat juist gegokt heeft, wordt de inzet opgeteld bij zijn of haar oorspronkelijke score, bij een foute gok wordt de inzet daarvan afgetrokken. Het panellid dat aan het einde van de aflevering de grootste score heeft, is de winnaar van de aflevering.

### Wisselbeker
In het oorspronkelijke programma op TV1 werd een tussenstand bijgehouden door de punten van elke aflevering bij elkaar op te tellen. Het panellid met de meeste punten kreeg voor één week de wisselbeker mee naar huis. Bij aanvang van een nieuwe aflevering werd dan ook deze tussenstand getoond, en werd vermeld in wiens bezit de wisselbeker de afgelopen week was geweest.
In het vernieuwde programma op VIER was er geen sprake meer van een wisselbeker, omdat er geen vaste panelleden meer waren.